# Кулиш, Яков Савельевич
Я́ков Саве́льевич Кули́ш (24 ноября [7 декабря] 1904, Кишинёв, Бессарабская губерния, Российская империя — 22 января 1999, Москва, Россия) — советский и российский кинооператор, монтажёр, режиссёр. Заслуженный работник культуры РСФСР (1976).

## Биография
Родился 24 ноября (по старому стилю) 1904 года в Кишинёве в многодетной семье бакалейщика Занвла Лейберовича (Либеровича, Лейбовича) Кулиша и Суры-Ривки Мееровны Зильберман. Отец с напарником управлял лавкой бакалейных и колониальных товаров на Харлампиевской улице. После его смерти в 1913 году семья перебралась в Одессу.
До 1919 года работал киномехаником, в 1919—1927 годах — монтажёр и ассистент оператора на киностудии ВУФКУ в Одессе. Работал ассистентом у С. М. Эйзенштейна. С 1928 года и до начала Великой Отечественной войны — оператор Одесской киностудии, впоследствии — оператор киностудий в Ашхабаде, Душанбе, Алма-Ате, Ташкенте, Кишинёве, Ереване и других городах.
В 1952—1953 годах — оператор Нижне-Волжской студии кинохроники в Саратове, работал на кинопериодике и заказных фильмах. С 1957 года — оператор, с 1967 года — режиссёр киностудии «Моснаучфильм».
Яков Кулиш был оператором более ста игровых, документальных и научно-популярных фильмов. Разработал и внедрил новые способы комбинированных съемок. Как режиссёр поставил научно-популярные фильмы «Размножение» (1971), «Прудовая рыба» (1977), «Инфекционные болезни» и другие.

## Семья
Сын — режиссёр и сценарист Савва Яковлевич Кулиш.

## Оператор
- 1927 — Гонорея
- 1928 — Девушка с палубы (Полундра)
- 1930 — Мальчик из табора
- 1930 — Шагать мешают
- 1931 — Приймак (Так было)
- 1931 — Фронт
- 1931 — Звездоносцы (Звёздные шлемы)
- 1935 — Будёныши (короткометражный)
- 1936 — Застава у Чёртова брода
- 1936 — Приключения Петрушки
- 1939 — Семнадцатилетние
- 1941 — Морской ястреб
- 1942 — Дочь моряка
- 1942 — Боевой киносборник № 11
- 1943 — Родные берега (Пропавший без вести)
- 1956 — Хитрость старого Ашира
- 1957 — Я встретил девушку
- 1957 — Белая акация